# Uhrmacher-Analogie
Die Uhrmacher-Analogie ist ein teleologisches Argument zur Unterstützung der Ansicht, dass das Universum oder Teile davon durch das Wirken intelligenten Bewusstseins entstanden sind.

## Geschichte
Cicero (106–43 v. Chr.) lässt in seinem philosophischen Dialog De natura deorum (Vom Wesen der Götter) einen Stoiker aus dem planvollen Funktionieren einer Sonnenuhr schließen, dass sie die Stunden nicht aus Zufall, sondern aufgrund der ihr innewohnenden Technik anzeige; analog müsse die Welt aufgrund von Planung und Vernunft entstanden sein.
Robert Hooke vergleicht in Micrographia (1665) die von ihm mit dem Mikroskop erforschten Kleinlebewesen mit den Uhrwerkmechanismen (mit deren Konstruktion er sich ebenfalls befasste). Seine Einschätzung ist, dass Konstruktionen von Menschenhand neben der „Allmacht und Vollkommenheit des großen Schöpfers“ verblassen müssen.
Voltaire schließt im 2. Kapitel seiner Traité de métaphysique (1734) aus dem Wachsen und Funktionieren des menschlichen Körpers, dass er wie eine Uhr von einem intelligenten Wesen geplant worden sein müsse. Weitergehende Schlussfolgerungen hieraus über die Natur dieses Wesens, seine Ewigkeit, Unendlichkeit usw. hält Voltaire allerdings nicht für logisch gerechtfertigt.
William Paley argumentierte 1802 in seiner Natural Theology, dass man eine auf einem Feld gefundene Taschenuhr als intelligent konstruiertes Objekt erkenne und dass folglich auch die lebenden Organismen als Werke eines intelligenten Konstrukteurs anzusehen seien.
Die Uhrmacher-Analogie wird heute von Vertretern des Kreationismus und des Intelligent Designs in ähnlicher Weise gebraucht.

## Diskussion
Der britische Evolutionsbiologe Richard Dawkins setzt 1986 kritisch mit der Uhrmacheranalogie auseinander. Dawkins legt dar, dass die Evolutionstheorie die Komplexität von Lebewesen erklärt, ohne dass dafür ein Schöpfergott notwendig wäre. Dazu erklärt er den Unterschied zwischen einem komplett zufälligen Prozess und einem Prozess mit zufälligen Mutationen und anschließender Selektion.